# Kanton Annecy-3
Der Kanton Annecy-3 (früher Annecy-le-Vieux) ist seit 1973 ein französischer Wahlkreis für die Wahl des Départementrats im Département Haute-Savoie in der Region Auvergne-Rhône-Alpes. Er umfasst acht Gemeinden im Arrondissement Annecy und hat sein Bureau centralisateur in Annecy. Im Rahmen der landesweiten Neuordnung der französischen Kantone im Frühjahr 2015 wurden seine Grenzen leicht verändert.

## Gemeinden
Der Kanton besteht aus acht Gemeinden und Gemeindeteilen mit insgesamt 60.166 Einwohnern (Stand: 2022) auf einer Gesamtfläche von 215,81 km²:
| Gemeinde          | Einwohner 1. Januar 2022 | Fläche km² | Dichte Einw./km² | Code INSEE | Postleitzahl                      |
| ----------------- | ------------------------ | ---------- | ---------------- | ---------- | --------------------------------- |
| Annecy            | 27.936                   | 32,37      | 863              | 74010      | 74000, 74370, 74600, 74940, 74960 |
| Argonay           | 3.713                    | 5,16       | 720              | 74019      | 74370                             |
| Charvonnex        | 1.545                    | 4,71       | 328              | 74062      | 74370                             |
| Epagny Metz-Tessy | 8.642                    | 12,06      | 717              | 74112      | 74330                             |
| Fillière          | 9.812                    | 119,41     | 82               | 74282      | 74570                             |
| Groisy            | 4.044                    | 21,44      | 189              | 74137      | 74570                             |
| Nâves-Parmelan    | 1.001                    | 5,39       | 186              | 74198      | 74370                             |
| Villaz            | 3.473                    | 15,27      | 227              | 74303      | 74370                             |
| Kanton Annecy-3   | 60.166                   | 215,81     | 279              | 7403       | –                                 |

1. ↑   Nur der nordöstliche Teil der Gemeinde, der Rest verteilt sich auf die Kantone Annecy-1, Annecy-2 und Annecy-4.

Bis zur landesweiten Neuordnung der französischen Kantone im März 2015 gehörten zum Kanton Annecy-3 die 14 Gemeinden Alex, Annecy-le-Vieux, Argonay, Bluffy, Charvonnex, Cuvat, Dingy-Saint-Clair, Menthon-Saint-Bernard, Nâves-Parmelan, Pringy, Saint-Martin-Bellevue, Talloires, Veyrier-du-Lac und Villy-le-Pelloux. Sein Zuschnitt entsprach einer Fläche von 146,64 km2. Er besaß vor 2015 einen anderen INSEE-Code als heute, nämlich 7430.

## Veränderungen im Gemeindebestand seit der landesweiten Neuordnung der Kantone
2017:
- Fusion Aviernoz, Évires, Les Ollières, Saint-Martin-Bellevue und Thorens-Glières → Fillière
- Fusion Annecy (Kanton Annecy-1 und Annecy-2), Annecy-le-Vieux, Cran-Gevrier (Kanton Seynod), Meythet (Kanton Annecy-1), Pringy und Seynod (Kanton Seynod) → Annecy

2016: 
- Fusion Épagny und Metz-Tessy → Epagny Metz-Tessy

## Politik
| Vertreter im Departementrat | Vertreter im Departementrat               | Vertreter im Departementrat |
| Amtszeit                    | Namen                                     | Partei                      |
| --------------------------- | ----------------------------------------- | --------------------------- |
| 1998–2015                   | Antoine de Menthon                        | UMP                         |
| 2015–2021                   | François Excoffier Laure Townley-Bazaille | LR DVD                      |
| 2021–                       | François Excoffier Odile Mauris           | LR DVD                      |